# Opština Kriva Palanka
Die Opština Kriva Palanka (mazedonisch Општина Крива Паланка; albanisch Komuna e Kriva Pallankës) ist eine der 80 Opštini Nordmazedoniens. Ihr Verwaltungssitz befindet sich in der Stadt Kriva Palanka. Die Opština Kriva Palanka ist ein Teil der nordöstlichen Region Nordmazedonien und ist vor allem für ihre Getreide- und Weinproduktion bekannt.
Der lokale Fußballverein von Kriva Palanka ist seit dem Jahre 1934 FC Osogovo, benannt nach dem größten Gebirge in der Region.

## Geographie
Die Opština grenzt im Osten an Bulgarien, im Norden an Serbien, im Westen an die Opština Rankovce, im Südwesten an diejenige von Kratovo und im Süden an diejenige von Kočani und diejenige von Makedonska Kamenica.
Die Opština ist von zahlreichen Quellen, Bächen und Flüssen geprägt. Durch die Opština Kriva Palanka fließt der Fluss Kriva, der sich im Tal Rodopskih befindet und gleichzeitig einer der wichtigsten Grundwasserversorgern ist. Insgesamt durchfließen 15 km Wasser die Opština. Südlich der Opština befindet sich das Osogovo-Gebirge und im Norden die Erhebung Wache. In den Bergen sind verschiedene Metalle zu finden, wie Blei, Zink, Kupfer, Silber und Gold.
Die Opština besitzt rund 17.527,5 Hektar Wald. Auf dem Gebiet der Opština leben Füchse, Wildschweine, Wölfe, Hasen und Schildkröten. Der letzte Bär wurde im Jahre 1891 erschossen.

### Klima
In Kriva Palanka herrscht Kontinentalklima, mit schneereichem Winter und relativ warmem Sommer. Die durchschnittliche Temperatur beträgt im Sommer 20 °C und im Winter −0,3 °C.

## Gliederung
Die Opština Kriva Palanka umfasst 34 Ortschaften: Die Stadt Kriva Palanka und die Dörfer Băs, Baštevo, Borovo, Dlabočica, Dobrovnica, Drenak, Drenje, Duračka Reka, Gabar, Golema Crcorija, Gradec, Kiselica, Konopnica, Košari, Kostur, Krklja, Krstov Dol, Lozanovo, Luke, Mala Crcorija, Martinica, Meteževo, Moždivnjak, Nerav, Ogut, Osiče, Podrži Konj, Srbinovska Maala, Stanci, Tălminci, Trnovo, Uzem, Varovište und Židilovo.

## Bevölkerungsstruktur
Die Bevölkerung der Opština Kriva Palanka setzt sich nach der letzten Volkszählung (2021) wie folgt zusammen:
| Ethnie     | Bevölkerungszahl |
| ---------- | ---------------- |
| Mazedonier | 16.675           |
| Roma       | 447              |
| Serben     | 66               |
| Andere     | 871              |